# Augustinus Hunnäus

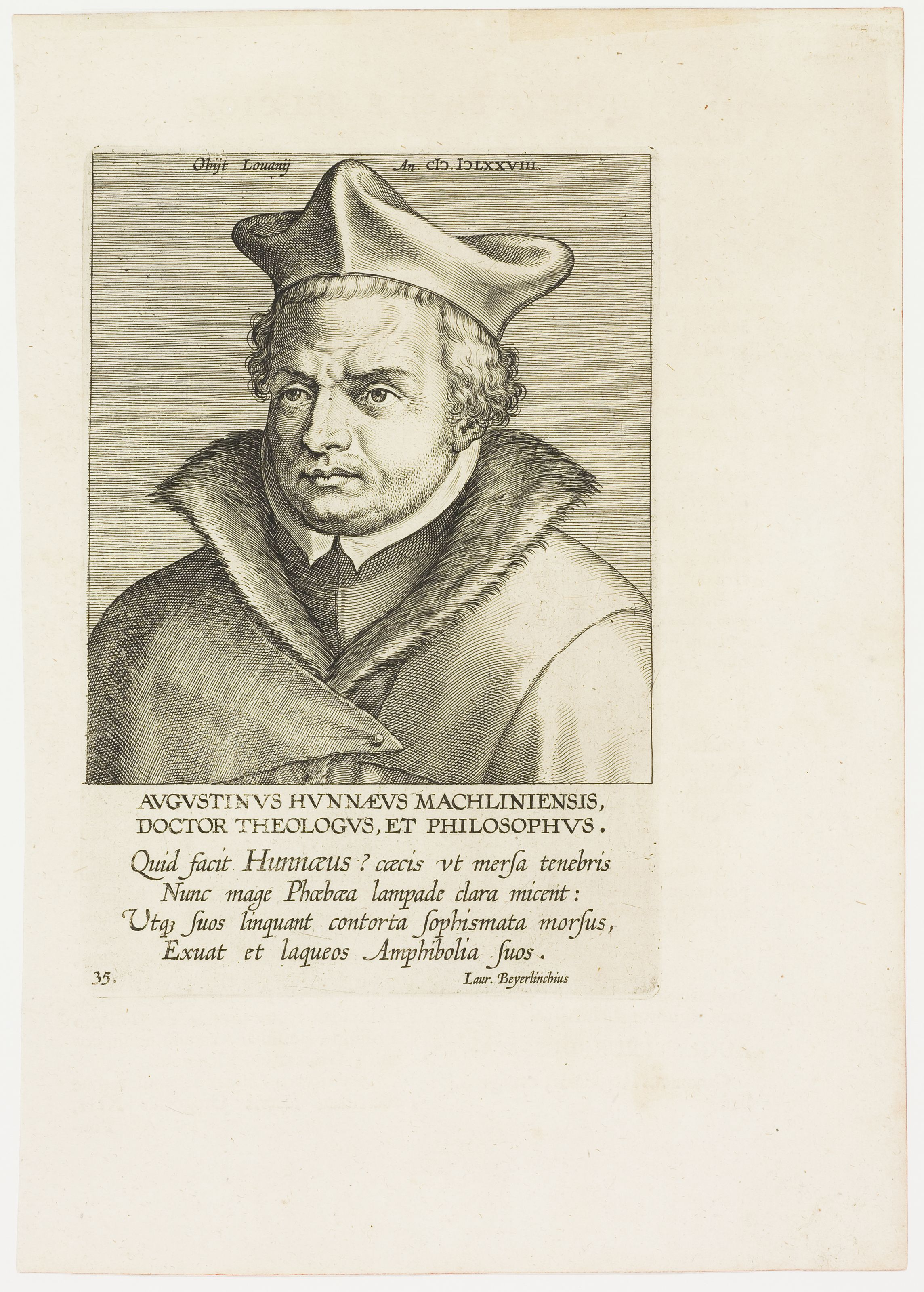
Augustinus Hunnaeus

Augustinus Hunnäus (* 29. Juli 1521 in Mecheln; † 10. September 1577 oder 8. September 1578 in Löwen) war ein Theologe, Philosoph und Hochschullehrer.

## Leben
Nach dem Schulbesuch in Mecheln studierte Hunnäus Theologie an der Universität Löwen und wurde dort zum Dr. theol. promoviert. Der schon während des Studiums sprachbegeisterte Hunnäus wurde anschließend Lehrer für Griechisch und Hebräisch am Löwener Gymnasium castrense. Außerdem lehrte er dort Philosophie. Er war Kanonikus von Sankt Peter zu Löwen und wurde später auch Professor der Theologie an der Universität Löwen.
Hunnäus zählt zu den Syncretisten seiner Zeit, deren Arbeit auf Aristoteles und Petrus Hispanus basiert. Zudem begann er die Handschriften der Werke der Kirchenväter zu vergleichen, um die dort zitierten Bibelstellen zu berichtigen.

## Werke (Auswahl)

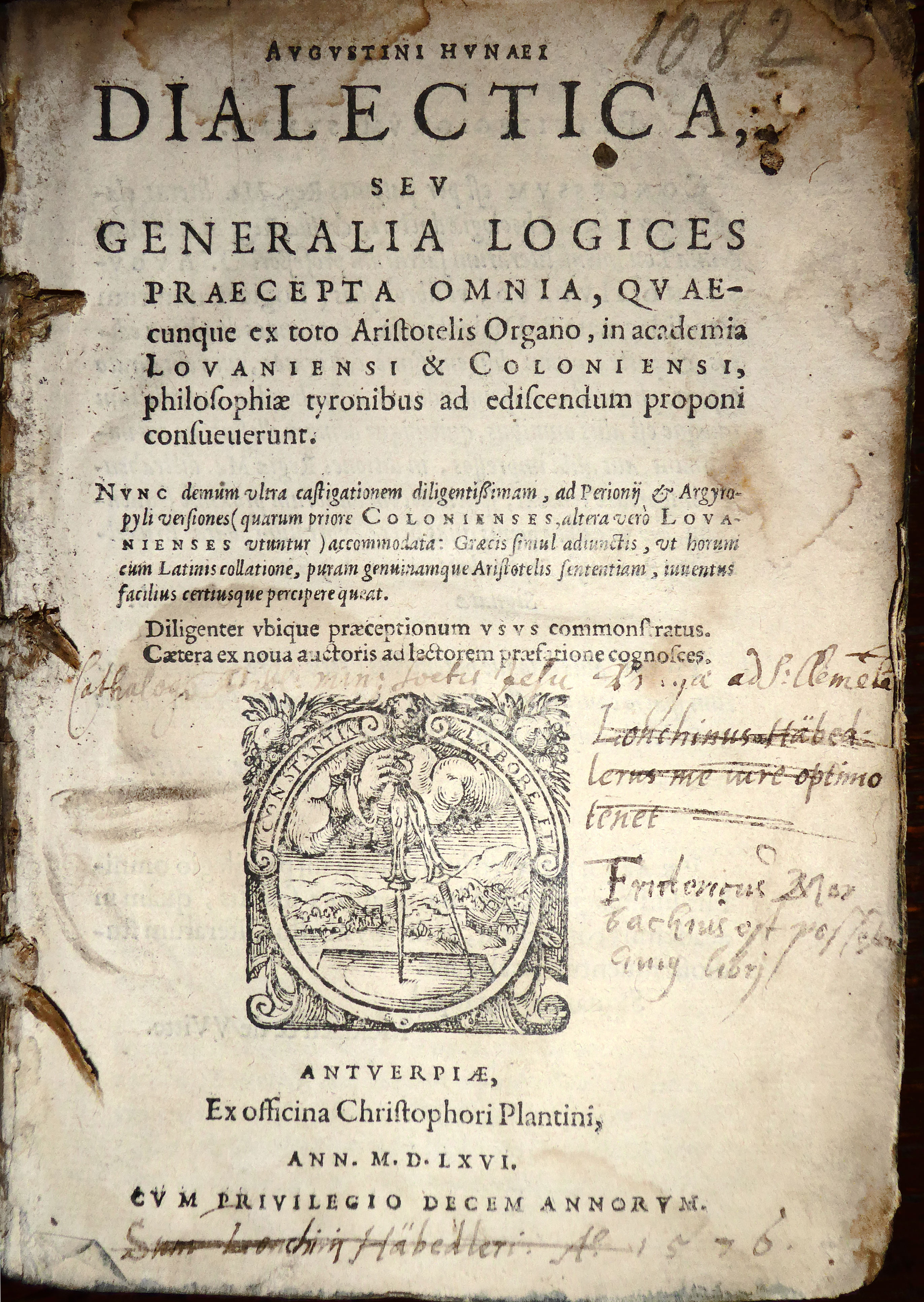
Dialectica Sev, Generalia Logices, Antwerpen 1566

- De disputatione inter disceptantes, dialectice instituenda, libellus. Praeterea fundamentum logices, 1551.
- Avgvstini Hvnaei Dialectica Sev, Generalia Logices praecepta omnia, quaecunq[ue] praecipuè ex toto Aristotelis organo, ad ediscendum proponi consueuerunt: Priùs quidem iuxta ueterem translationem impressa, nunc uerò ad Ioachimi Perionij & Nicolai Grouchij uersionem accomodata ..., 1552.
- Ordo ac series quinque nouorum indicum generalium diu multum que hactenus a studiosis desideratorum et nunc magna accesione in singulis suis partibus locupletatorum, 1582.